# 高梁 (音乐家)
高梁（1919年2月—2004年6月23日），原名高悦，又名高峰、吕梁，男，云南盐丰人，中国作曲家、音乐舞蹈活动家，曾任中国音乐家协会理事，中国音乐家协会云南分会副主席